# World Series 2012
Le World Series 2012 sono state la 108ª edizione della serie di finale della Major League Baseball al meglio delle sette partite tra i campioni della National League (NL) 2012, i San Francisco Giants, e quelli della American League (AL), i Detroit Tigers. A vincere il loro settimo titolo furono i Giants per quattro gare a zero.
Per i Giants si trattò del secondo titolo dopo il trasferimento nella città di San Francisco (ne avevano vinti cinque a New York) e il secondo nell'arco di tre anni (2010–2012). La loro vittoria per 4-0 fu la prima nelle World Series da parte di una squadra della National League da quando i Cincinnati Reds vi erano riusciti contro i Oakland Athletics nel 1990. MVP della serie fu Pablo Sandoval che divenne il quarto giocatore della storia a battere tre fuoricampo in una partita delle finali, due dei quali sul lancio della stella dei Tigers Justin Verlander.

## Sommario
San Francisco ha vinto la serie, 4-0.

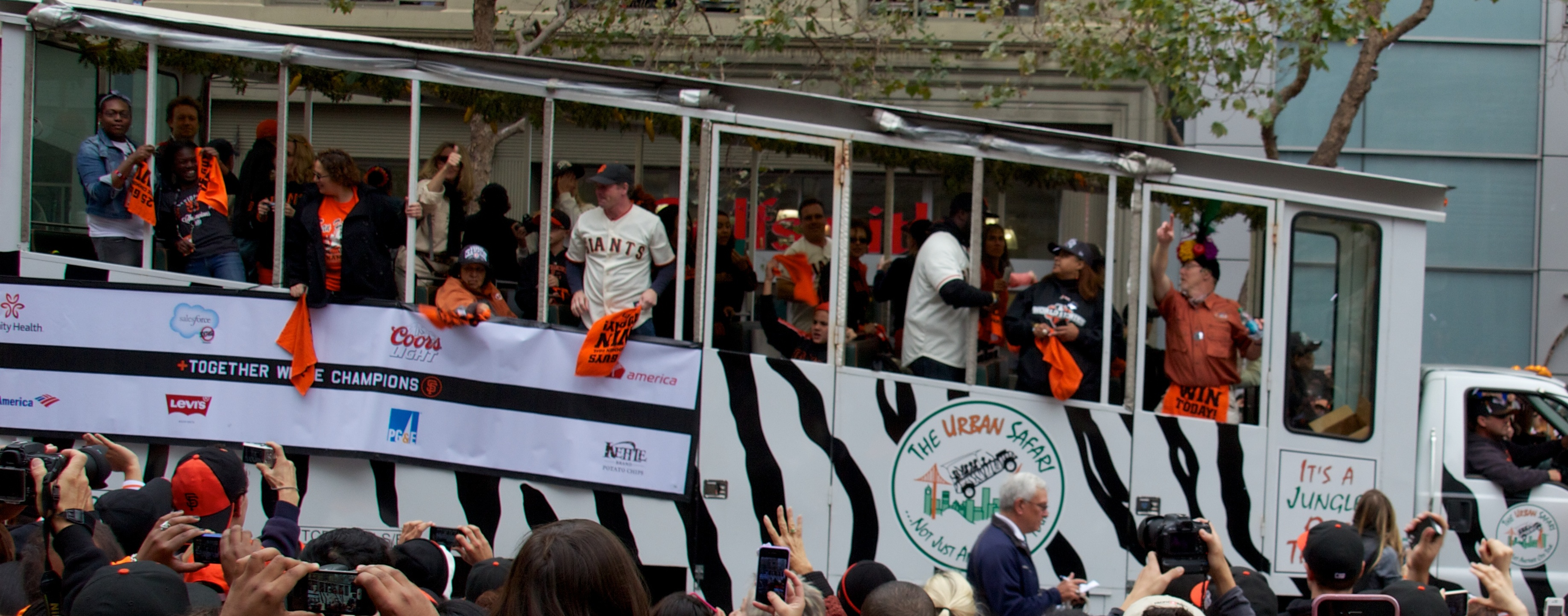
La parata per la vittoria a San Francisco

| Data | Data       | Risultato                                                | Stadio        | Tempo | Pubblico |
| ---- | ---------- | -------------------------------------------------------- | ------------- | ----- | -------- |
| 1    | 24 ottobre | Detroit Tigers – 3, San Francisco Giants – 8             | AT&T Park     | 3:26  | 42.855   |
| 2    | 25 ottobre | Detroit Tigers – 0, San Francisco Giants – 2             | AT&T Park     | 3:05  | 42.982   |
| 3    | 27 ottobre | San Francisco Giants – 2, Detroit Tigers – 0             | Comerica Park | 3:25  | 42.262   |
| 4    | 28 ottobre | San Francisco Giants – 4, Detroit Tigers – 3 (10 inning) | Comerica Park | 3:34  | 42.152   |